# Hiva Oa
Hiva Oa (en marquesà del sud Hiva’oa) és una illa de les Marqueses, a la Polinèsia Francesa. És la més gran del grup sud de l'arxipèlag.

## Geografia

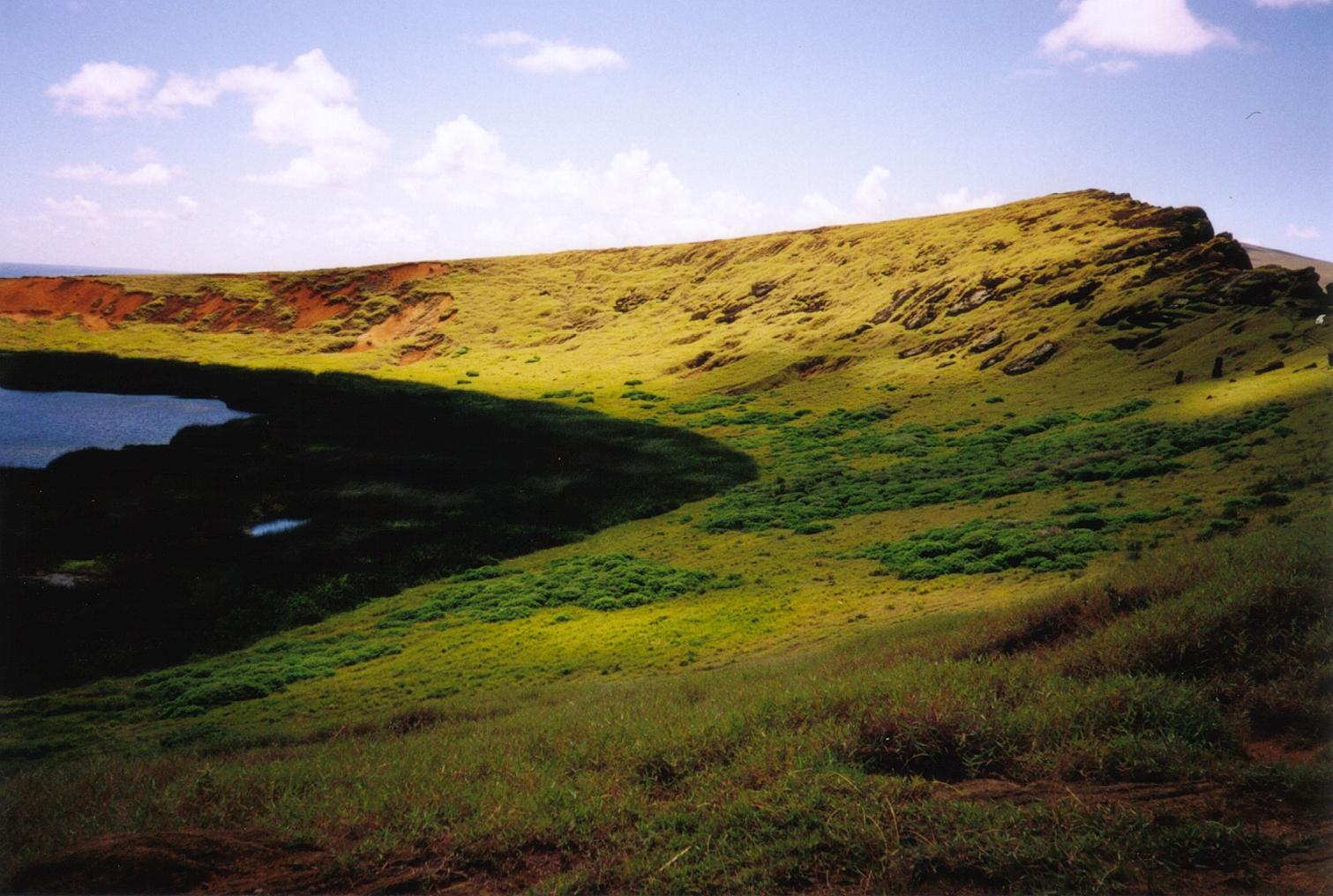
Vista de l'interior de Hiva Oa

El nom Hiva Oa en marquesà significa «la llarga cresta». L'illa és muntanyosa i allargada, amb 40 km de llarg i 10 km d'ample, i 320 km² de superfície total.
La comuna d'Hiva Oa té una població de 1.986 habitants al cens del 2007. Està formada per dues comunes associades: Atuona amb 1.635 habitant i l'illa deshabitada de Moho Tani, i Puamau amb 351 habitants i l'illa deshabitada de Fatu Huku. La capital és Atuona situada al sud de l'illa al peu del mont Tematiu de 1.276 m d'altitud.

## Història
Existeixen nombroses restes arqueològiques que fan pensar que l'illa era densament poblada en l'època preeuropea. Hiva Oa va ser descoberta per Álvaro de Mendaña y Neira, el 1595, que l'anomenà Dominica en honor de Sant Domènec. Fins al segle xix va ser poc freqüentada pels navegants degut a la població bel·ligerant i agressiva. Finalment l'illa va ser pacificada pel francès Dupetit-Thouars en els anys 1880. El pintor Paul Gauguin hi va morir el 1903 després de passar-hi els últims anys fugint de l'ambient colonial de Tahití. Entre 1904 i 1940 Atuona va ser la seu de l'administració francesa de les Marqueses, i seu del bisbat entre 1893 i 1961. També va ser el lloc on es va retirar el cantant belga Jacques Brel, que hi va morir el 1978. Atuona disposa d'un museu dedicat a Gauguin amb còpies de les seves obres, la reconstrucció de la seva casa i una reproducció de l'escultura de bronze Oviri. El cementiri del Calvari, on són enterrats Gauguin i Brel, s'ha convertit en un lloc de pelegrinatge turístic.

## Administració
| Període   | Identitat                        | Partit |
| --------- | -------------------------------- | ------ |
| 1984-2008 | Guy Rauzy                        |        |
| 2008-     | Teiiheiataata Etienne Tehaamoana |        |